# Acide syringique
L'acide syringique ou acide 4-hydroxy-3,5-diméthoxybenzoïque est un composé aromatique naturel de la famille des acides hydroxybenzoïques, de formule C9H10O5. Il est constitué d'un cycle benzène substitué par un groupe carboxyle, un groupe hydroxyle en position para, et deux groupes méthoxyle occupant les positions méta. Il est ainsi l'éther diméthylique de l'acide gallique.
Il se présente sous la forme d'une poudre blanc cassé ou beige inodore. C'est un métabolite courant dans le monde végétal.
Son nom, comme pour ses analogues – syringol, syringalcool, syringaldéhyde ou acétosyringone –, vient de Syringa, le nom latin du lilas, car il dérive de la syringine, un glucoside qui a été découvert en premier dans l'écorce du lilas. 

## Occurrence naturelle
On trouve l'acide syringique dans de nombreuses plantes, notamment Ardisia elliptica et Schumannianthus dichotomus.

### Présence dans la nourriture
L'acide syringique est présent dans de nombreux fruits, et entre autres les olives, les dattes, les citrouilles, le palmier acai, le miel et certaintes épices. On le trouve à de plus fortes concentrations dans les baies bleues comme les myrtilles ou les raisins rouges, et donc dans le vin rouge. Il est notamment formé par décomposition de l'œnine, un anthocyane, et son aglycone la malvidine, des colorants responsables de la couleur du raisin et du vin rouge. Sa présence dans le shedeh, une boisson de l'Égypte antique pourrait permettre de confirmer qu'il était fait à partir de raisin. Il est présent également dans le vinaigre.

## Synthèse
L'acide syringique peut être synthétisé en hydrolysant (déméthylation) sélectivement l'acide eudesmique avec 20% d'acide sulfurique.

## Utilisation
Il est possible de synthétiser le syringol par décarboxylation de l'acide syringique.
Du fait qu'il dérive de l'œnine, un colorant naturel qui participe à la couleur du vin rouge, il sert en archéologie à déterminer si des amphores ayant contenu du vin ont contenu du vin rouge ou blanc.
Diverses études ont montré que l'acide syringique présente des propriétés pharmaceutiques utiles telles qu'antioxydant, antimicrobien, anti-inflammatoire, anticancéreux et antidiabétique.
L'acide syringique peut être polymérisé par voie enzymatique. La laccase et la peroxydase induisent la polymérisation de l'acide syringique pour donner le poly(oxyde de phénylène) portant un groupe carboxyle a une extrémité et un groupe phénolique à l'autre.